# Santi ausiliatori

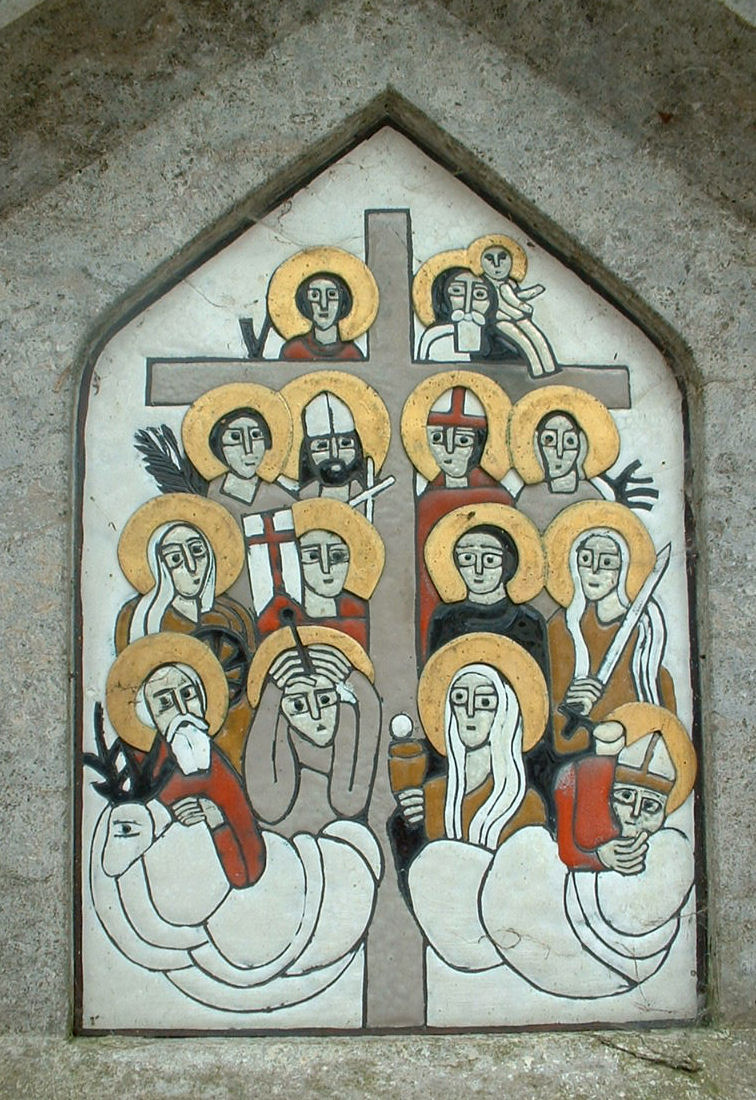
I quattordici santi ausiliatori.

I santi ausiliatori sono un gruppo di quattordici santi invocati dal popolo cristiano in casi di particolari necessità, generalmente per guarire da particolari malattie.

## Storia

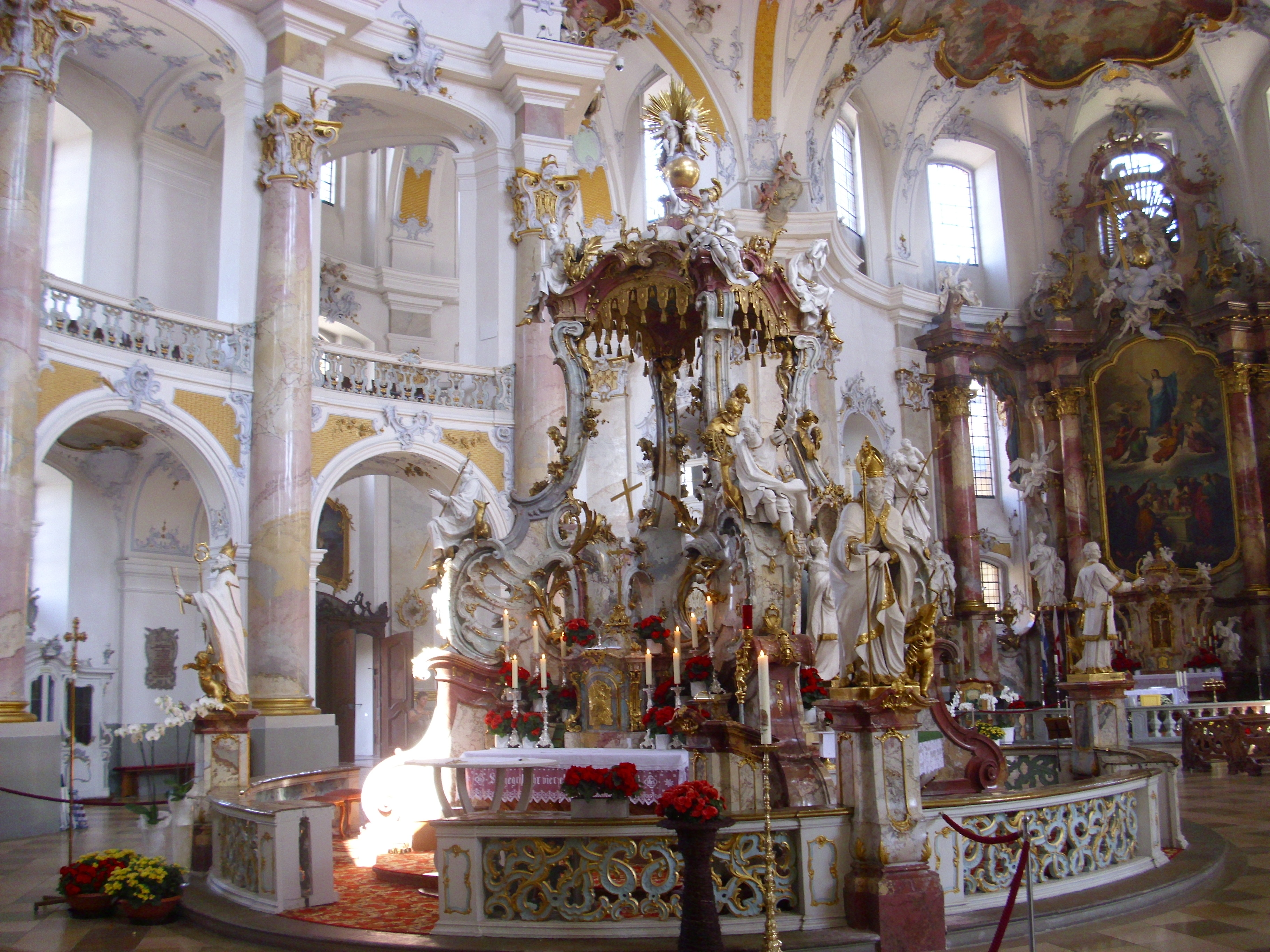
Altare dei Quattordici Santi nel Santuario di Vierzehnheligen.

La devozione a questi santi nacque in Germania nel XV secolo. Dopo che il 17 settembre 1445 il Gesù Bambino era apparso al pastorello Hermann Leicht di Langheim, figlio del locatario del podere di Frankental, l'apparizione si ripeté con la comparsa del Bambino circondato da candele accese. Il 29 luglio 1446, nello stesso luogo, comparvero attorno al Bambin Gesù altri quattordici bimbi: alla richiesta del pastorello di chi fossero, essi risposero di essere i "quattordici salvatori" e chiesero che fosse loro dedicata sul luogo una cappella. Essi apparvero anche ad una giovane gravemente ammalata, portata appositamente colà e miracolosamente guarita.
L'abate del vicino monastero cistercense di Langheim cedette alle suppliche dei fedeli e fece erigere per le esigenze immediate degli imminenti pellegrinaggi una cappella in onore dei Quattordici Santi Salvatori. Per loro venne istituita una festa collettiva la cui data venne fissata all'8 agosto: a questa devozione, papa Niccolò V collegò anche particolari indulgenze. Nel 1743 fu iniziata l'erezione, su disegno dell'architetto Johann Balthasar Neumann (1687-1753), del Santuario di Vierzehnheligen (Santuario dei Quattordici Santi), a Bad Staffelstein, in Alta Franconia.
Papa Paolo VI, con la riforma del calendario dei santi del 1969, ne soppresse la ricorrenza.

## I santi ausiliatori
Secondo la tradizione l'identità dei santi ausiliatori non fu rivelata e quindi tutte le attribuzioni appartengono ad interpretazioni successive.
Secondo la Chiesa cattolica, i santi ausiliatori sono:
| Santo                         | Immagine | Data         | Invocato contro                                  |
| ----------------------------- | -------- | ------------ | ------------------------------------------------ |
| Sant'Acacio (o Agazio)        |          | 8 maggio     | l'emicrania                                      |
| Santa Barbara                 |          | 4 dicembre   | i fulmini, la febbre e la morte improvvisa       |
| San Biagio                    |          | 3 febbraio   | il male alla gola                                |
| Santa Caterina d'Alessandria  |          | 25 novembre  | le malattie della lingua                         |
| San Ciriaco di Roma           |          | 8 agosto     | le tentazioni e le ossessioni diaboliche         |
| San Cristoforo                |          | 25 luglio    | la peste e gli uragani                           |
| San Dionigi                   |          | 9 ottobre    | i dolori alla testa                              |
| Sant'Egidio                   |          | 1º settembre | il panico e la pazzia                            |
| Sant'Erasmo                   |          | 2 giugno     | i dolori addominali                              |
| Sant'Eustachio                |          | 20 settembre | i pericoli del fuoco                             |
| San Giorgio                   |          | 23 aprile    | le infezioni della pelle                         |
| Santa Margherita di Antiochia |          | 20 luglio    | i problemi del parto                             |
| San Pantaleone                |          | 27 luglio    | le infermità di consunzione                      |
| San Vito                      |          | 15 giugno    | la corea, l'idrofobia, la letargia e l'epilessia |